# Time Flies (single)
Time Flies is een Engelstalige single van de Belgische band Vaya Con Dios uit 1992.
De single bevatte naast de titelsong het liedje Forever Blue.
Het nummer verscheen op het album Time Flies.

## Meewerkende artiesten
- Producer
  - Dani Klein
- Muzikanten
  - André Brasseur (elektronisch orgel)
  - Béatriz Ramirez (backing vocals)
  - Carmelo Prestigiacomo (gitaar)
  - Dani Klein (backing vocals, zang)
  - Freddy Starks (backing vocals)
  - Jean Mutsari (basgitaar, contrabas)
  - Jenifer Kaje (backing vocals)
  - Maria Lekranty (backing vocals)
  - Sonya Henderson (backing vocals)
  - Verona Davis (backing vocals)
  - Philippe Allaert (drums, percussie)